# 狭山市立山王中学校
狭山市立山王中学校（さやましりつさんのうちゅうがっこう）は、埼玉県狭山市にある公立中学校。

## 沿革
- 1977年4月1日 - 設立。
- 1988年4月1日 - 入間野中学校が新設分離。

## 部活動
- 運動系
  - 野球部
  - サッカー部
  - ソフトテニス部（男女）
  - バスケットボール部（男女）
  - バレーボール部（女子）
  - 卓球部（男女）
  - 陸上競技部
  - 剣道部
- 文化系
  - 吹奏楽部
  - 科学部
  - 美術部

## 通学区域
山王小学校と御狩場小学校の学区全部（2025年4月1日から）。

## 交通
最寄り駅は西武新宿線入曽駅。